# Finnische Badmintonmeisterschaft 2014
Die Finnische Badmintonmeisterschaft 2014 fand vom 31. Januar bis zum 2. Februar 2014 in Vantaa statt.

## Medaillengewinner
| Disziplin    | Gold                             | Silber                           | Bronze                           |
| ------------ | -------------------------------- | -------------------------------- | -------------------------------- |
| Herreneinzel | Ville Lång                       | Eetu Heino                       | Kasper Lehikoinen                |
| Herreneinzel | Ville Lång                       | Eetu Heino                       | Anton Kaisti                     |
| Dameneinzel  | Airi Mikkelä                     | Nanna Vainio                     | Elina Niiranen                   |
| Dameneinzel  | Airi Mikkelä                     | Nanna Vainio                     | Sonja Pekkola                    |
| Herrendoppel | Kasper Lehikoinen Marko Pyykönen | Iikka Heino Mika Köngäs          | Alexander Böök Petri Hyyryläinen |
| Herrendoppel | Kasper Lehikoinen Marko Pyykönen | Iikka Heino Mika Köngäs          | Oskari Saarinen Mikko Vikman     |
| Damendoppel  | Sonja Pekkola Sanni Rautala      | Mathilda Lindholm Jenny Nyström  | Airi Mikkelä Nanna Vainio        |
| Damendoppel  | Sonja Pekkola Sanni Rautala      | Mathilda Lindholm Jenny Nyström  | Viola Lindberg Maria Mattila     |
| Mixed        | Anton Kaisti Jenny Nyström       | Marko Pyykönen Mathilda Lindholm | Mika Koskenneva Noora Virta      |
| Mixed        | Anton Kaisti Jenny Nyström       | Marko Pyykönen Mathilda Lindholm | Oskari Larkimo Sanni Rautala     |